# Scuola di traduttori di Toledo

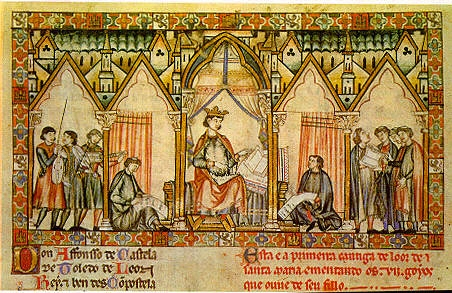
Miniatura di «Las Siete Partidas» dove viene raffigurato Alfonso X il Saggio nell'atto di pronunciarsi.

Il nome di scuola di traduttori di Toledo (in spagnolo escuela de traductores de Toledo) designa storiograficamente, dal XIII secolo, distinti processi di traduzione e interpretazione di testi classici greco-latini alessandrini, convertiti dall'arabo o dall'ebraico in lingua latina, servendosi del romance castigliano o spagnolo come lingua intermedia, oppure tradotti direttamente nelle «lingue volgari» emergenti, principalmente il castigliano. 

## Descrizione
La conquista nel 1085 di Toledo e la inusuale tolleranza che i re castigliani cristiani dimostrarono in quell'epoca verso musulmani ed ebrei facilitò questo commercio culturale, permettendo un rinascimento filosofico, teologico e scientifico soprattutto in Spagna e in seguito in tutto l'Occidente cristiano. Oggi, la prestigiosa e antica Scuola di Traduttori di Toledo è uno degli istituti culturali e di ricerca dell'Università di Castiglia-La Mancia e ha la sua sede nell'antico Palazzo del re Don Pedro nella toledana Plaza de Santa Isabel. Nel XII secolo la «Escuela de traductores de Toledo» traduceva principalmente testi filosofici e teologici (Domingo Gundisalvo interpretava e scriveva in latino i commentari di Aristotele, scritti in arabo, mentre l'ebreo convertito Juan Hispano le traduceva in castigliano, lingua immediatamente comprensibile). Nella prima metà del XIII secolo si conserva questa attività, e infatti, per esempio, durante il regno di Ferdinando III, re di Castiglia e León, venne composto il «Libro de los Doce Sabios» (1237), un sunto di saggezza politica e morale classica passata per mani «orientali». Nella seconda metà del XIII secolo il Saggio re-imperatore Alfonso X (re di Castiglia e León, nella cui corte venne scritta la prima «Crónica General de España») istituzionalizzò in qualche modo a Toledo questa «Escuela de traductores», basata soprattutto sulla traduzione di testi di astronomia e medicina.
Per questo motivo è grave anacronismo attribuire al periodo alfonsino solo la «scuola di traduttori di Toledo»: Come si sarebbe allora potuto spiegare la possibilità di un San Tommaso d'Aquino senza il lavoro svolto dai «traductores» spagnoli del XII secolo?
È inoltre fonte di confusione l'equiparare le traduzioni realizzate in luoghi diversi dal principale centro di Toledo. Sarebbe poco sostenibile pensare che tutta la traduzione dell'eredità classica alessandrina possa essere passata per mani «toledane», poiché meccanismi similari si produssero anche in altri siti. Un periodo quello toledano, comunque centrale per il consolidamento e la diffusione della lingua spagnola.
A partire dal 1085, anno in cui Alfonso VI conquistò Toledo, la città si costituì in un importante centro di interscambio culturale. L'arcivescovo don Raimundo de Sauvetat voleva cogliere l'opportunità di far convivere in armonia cristiani, musulmani ed ebrei favorendo diversi progetti di traduzione culturale, una richiesta che in realtà proveniva da tutte le corti dell'Europa cristiana. D'altro canto, con la fondazione degli studia generalia di Palencia (1208) e di Salamanca (1218) rispettivamente da parte di Alfonso VIII e Alfonso IX, si era propiziata già una relativa autonomia dei maestri e scolari rispetto alle scholae cattedrali e di conseguenza andava stabilendosi una minima differenziazione profana di conoscenze di tipo pre-universitario, che già al tempo di Ferdinando III va avvicinandosi alla Corte, senza attendere la protezione e il deciso sostegno da parte di un monarca per consolidarsi interamente. 

Alfonso X il Saggio incoraggiò il centro di traduzione esistente a Toledo fin dal tempo di Raimundo de Sauvetat, il quale si era specializzato in opere di astronomia e giurisprudenza. D'altronde, fonderà a Siviglia alcuni Studia o Scuole generali di latino e di arabo che nascono già con un vincolo chiaramente cortigianesco. Allo stesso modo, fonderà nel 1269 la Scuola di Murcia, diretta dal matematico di Murcia Muḥammad ibn Aḥmad b. Abī Bakr al-Riqūṭī al-Mursī (al-Ricotí, in arabo محمد بن أحمد بن أبي بكر الرقوطي المرسي‎?). Perciò, non si può parlare di una scuola di traduttori propriamente detta, né tantomeno riferirla esclusivamente a Toledo, bensì a diversi  luoghi. L'obiettivo di tutte queste scuole è stato perseguito e incentivato dai progetti di iniziativa regia che le mantennero attive almeno durante il periodo che va dal 1250 alla morte del monarca nel 1284, anche se l'attività di traduzione non si limita esclusivamente a questa parentesi.

## Traduttori illustri
Conosciamo alcuni nomi di traduttori: il segoviano Domingo Gundisalvo, per esempio, che tradusse in latino la versione in lingua volgare dell'ebreo convertito sivigliano Johannes Hispalensis. Grazie alle sue traduzioni di opere di astronomia e astrologia e di altri opuscoli di Avicenna, Al-Ghazali, Avicebron e altri, arrivarono a Toledo da tutta Europa sapienti desiderosi di conoscere in situ questi meravigliosi libri arabi. Venivano impiegati generalmente come interpreti alcuni mozarabi, o ebrei (come Yehuda ben Moshe) che tradussero in lingua volgare o in latino basso-medievale le opere di Avicenna o Averroè. Tra gli inglesi presenti a Toledo citiamo i nomi di Roberto di Retines, Adelardo di Bath, Alfredo e Daniele di Morlay e Michele Scoto, ai quali fece da interprete Andrés l'ebreo; italiano fu Gerardo da Cremona, e tedeschi Ermanno di Carinzia, o Ermanno Dalmata, ed Hermannus Alemannus. Grazie a questo gruppo di autori le conoscenze arabe e un po' della sapienza greca attraverso loro penetrò nel cuore delle università straniere d'Europa. Come risultato secondario di questo compito, la lingua castigliana venne a incorporare un nutrito lessico scientifico e tecnico, intriso di arabismi, si "civilizzò", snellì la sua sintassi e si rese adatta all'espressione del pensiero, raggiungendo la norma del cosiddetto castellano derecho alfonsino.